# Dominique Sarron
Dominique Sarron (Riom, 27 agosto 1959) è un pilota motociclistico francese ritiratosi dall'attività sportiva.

## Carriera
Fa parte di una famiglia di motociclisti, anche suo fratello Christian è stato un pilota professionista; proprio in squadra con il fratello e Yasutomo Nagai si è aggiudicato l'edizione del 1994 del Bol d'Or. La specialità in cui Dominique ha ottenuto i maggiori successi è quella delle gare di durata in motocicletta: nel suo palmarès vi sono infatti 2 edizioni della 8 Ore di Suzuka nonché alcune prove del campionato mondiale Endurance tra cui 7 edizioni del Bol d'Or.
Per quanto riguarda invece le sue partecipazioni al motomondiale, le prime presenze nelle classifiche iridate risalgono al 1985, anno in cui ha gareggiato in classe 250 con una Honda.
Ha disputato poi altre stagioni nel mondiale sino al 1992, quasi tutte nella stessa classe, salvo le edizioni 1989 (in cui si è trovato a gareggiare anche con il fratello) e 1992 corse in classe 500 peraltro senza ottenere risultati di rilievo nella classe regina.
Il primo dei suoi 4 successi nei singoli gran premi l'ha ottenuto in occasione del gran Premio motociclistico di Gran Bretagna del motomondiale 1986; in quello stesso anno ha anche ottenuto il suo miglior piazzamento globale con il 3º posto nella graduatoria finale.
Nel 1993 ha partecipato anche al campionato mondiale Superbike con una Yamaha YZF750 del team Mecasport Tecmas, disputando 12 gare senza ottenere risultati rilevanti, classificandosi al 27º posto nella classifica generale.
Dopo essersi ritirato dalle corse ha fondato una sua scuola di pilotaggio.

## Risultati in gara

### Motomondiale

#### Classe 250
| 1985 | Classe | Moto  |  |    |    |    |    |    |   |   |   |    |    |   |  |  |  | Punti | Pos. |
| ---- | ------ | ----- |  | -- | -- | -- | -- | -- | - | - | - | -- | -- | - |  |  |  | ----- | ---- |
| 1985 | 250    | Honda |  | NQ | 27 | 15 | 18 | 15 | - | 8 | 9 | 13 | 16 | 9 |  |  |  | 7     | 21º  |

| 1986 | Classe | Moto  |    |   |    |   |   |   |   |   |   |   |   |    |  |  |  | Punti | Pos. |
| ---- | ------ | ----- | -- | - | -- | - | - | - | - | - | - | - | - | -- |  |  |  | ----- | ---- |
| 1986 | 250    | Honda | 16 | 7 | 11 | 6 | 3 | 7 | 4 | 3 | 1 | 5 | 3 | NE |  |  |  | 72    | 3º   |

| 1987 | Classe | Moto  |     |   |     |   |   |   |     |   |   |   |   |   |   |   |   | Punti | Pos. |
| ---- | ------ | ----- | --- | - | --- | - | - | - | --- | - | - | - | - | - | - | - | - | ----- | ---- |
| 1987 | 250    | Honda | Rit | 4 | Rit | 3 | 7 | 6 | Rit | 2 | 9 | 5 | 2 | 4 | 8 | 1 | 2 | 97    | 4º   |

| 1988 | Classe | Moto  |     |   |     |   |   |   |   |     |     |   |   |   |   |   |   | Punti | Pos. |
| ---- | ------ | ----- | --- | - | --- | - | - | - | - | --- | --- | - | - | - | - | - | - | ----- | ---- |
| 1988 | 250    | Honda | Rit | 3 | Rit | 4 | 1 | 9 | 4 | Rit | Rit | 3 | 3 | 2 | 3 | 8 | 1 | 158   | 4º   |

| 1990 | Classe | Moto  |   |   |     |     |  |   |    |  |  |     |   |    |   |   |    | Punti | Pos. |
| ---- | ------ | ----- | - | - | --- | --- |  | - | -- |  |  | --- | - | -- | - | - | -- | ----- | ---- |
| 1990 | 250    | Honda | 4 | 5 | Rit | Rit |  | 8 | NP |  |  | Rit | 4 | 10 | 5 | 6 | 10 | 78    | 10º  |

| 1991 | Classe | Moto   |  |  |  |     |  |    |  |    |  |  |  |  |  |  |  | Punti | Pos. |
| ---- | ------ | ------ |  |  |  | --- |  | -- |  | -- |  |  |  |  |  |  |  | ----- | ---- |
| 1991 | 250    | Yamaha |  |  |  | Rit |  | 16 |  | 12 |  |  |  |  |  |  |  | 4     | 30º  |

| Legenda | 1º posto        | 2º posto            | 3º posto            | A punti      | Senza punti        | Grassetto – Pole position Corsivo – Giro più veloce |
| Legenda | Gara non valida | Non qual./Non part. | Ritirato/Non class. | Squalificato | '-' Dato non disp. | Grassetto – Pole position Corsivo – Giro più veloce |

#### Classe 500
| 1989 | Classe | Moto  |    |    |    |   |        |   |    |    |    |  |    |     |  |  |     | Punti | Pos. |
| ---- | ------ | ----- | -- | -- | -- | - | ------ | - | -- | -- | -- |  | -- | --- |  |  | --- | ----- | ---- |
| 1989 | 500    | Honda | 18 | 10 | 10 | 9 | [ 10 ] | 8 | 10 | 10 | NP |  | NP | Rit |  |  | Rit | 39    | 14º  |

| 1992 | Classe | Moto       |    |    |    |    |    |    |    |     |    |     |   |    |    |  |  | Punti | Pos. |
| ---- | ------ | ---------- | -- | -- | -- | -- | -- | -- | -- | --- | -- | --- | - | -- | -- |  |  | ----- | ---- |
| 1992 | 500    | ROC-Yamaha | NQ | 15 | NP | 15 | 17 | 17 | 13 | Rit | 15 | Rit | 9 | 13 | 17 |  |  | 2     | 23º  |

| Legenda | 1º posto        | 2º posto            | 3º posto            | A punti      | Senza punti        | Grassetto – Pole position Corsivo – Giro più veloce |
| Legenda | Gara non valida | Non qual./Non part. | Ritirato/Non class. | Squalificato | '-' Dato non disp. | Grassetto – Pole position Corsivo – Giro più veloce |

### Campionato mondiale Superbike
| 1991 | Moto   |  |  |     |    |  |  |  |  |  |  |  |  |  |  |  |  |  |  |  |  |  |  |  |  |  |  | Punti | Pos. |
| ---- | ------ |  |  | --- | -- |  |  |  |  |  |  |  |  |  |  |  |  |  |  |  |  |  |  |  |  |  |  | ----- | ---- |
| 1991 | Bimota |  |  | Rit | 13 |  |  |  |  |  |  |  |  |  |  |  |  |  |  |  |  |  |  |  |  |  |  | 3     | 76º  |

| 1993 | Moto   |  |  |    |    |     |    |  |  |  |  |  |  |  |  |  |  |  |  |     |     |    |     |     |     |   |    | Punti | Pos. |
| ---- | ------ |  |  | -- | -- | --- | -- |  |  |  |  |  |  |  |  |  |  |  |  | --- | --- | -- | --- | --- | --- | - | -- | ----- | ---- |
| 1993 | Yamaha |  |  | 13 | 16 | Rit | 16 |  |  |  |  |  |  |  |  |  |  |  |  | Rit | Rit | 11 | Rit | Rit | Rit | 9 | 11 | 20    | 27º  |

| Legenda | 1º posto        | 2º posto            | 3º posto           | A punti      | Senza punti        | Grassetto – Pole position Corsivo – Giro più veloce |
| Legenda | Gara non valida | Non qual./Non part. | Ritirato/Non class | Squalificato | '-' Dato non disp. | Grassetto – Pole position Corsivo – Giro più veloce |